# Tom Hopper
Thomas Edward (Tom) Hopper (Coalville, 28 januari 1985) is een Brits film- en televisieacteur. Hij is vooral bekend van zijn rollen in de series Black Sails, Game of Thrones en The Umbrella Academy.

## Carrière
Tom Hopper werd in 1985 in Coalville (Leicestershire) geboren. Na zijn studies ging hij aan de slag als acteur. In 2007 maakte hij zijn film- en televisiedebuut. In 2010 speelde hij mee in een aflevering van Doctor Who.
Zijn grote doorbraak volgde enkele jaren later. Van 2014 tot 2017 vertolkte hij een hoofdrol in de historische avonturenserie Black Sails. Nadien werkte hij ook mee aan de HBO-serie Game of Thrones. In het zevende seizoen van de fantasyserie vertolkte hij het personage Dickon Tarly. Sinds 2019 vertolkt hij ook een van de hoofdrollen in de superheldenserie The Umbrella Academy als Luther Hargreeves (Number One), gebaseerd op de gelijknamige stripreeks.

## Filmografie

### Film
- Saxon (2007)
- Tormented (2009)
- Cold (2013)
- Northmen: A Viking Saga (2014)
- Kill Ratio (2016)
- I Feel Pretty (2018)
- The Hitman's Wife's Bodyguard (2021)
- Resident Evil: Welcome to Raccoon City (2021)
- Love in the Villa (2022)
- Place of Bones (2023)
- Space Cadet (2024)

### Televisie
- Casualty (2007)
- Kingdom (2008)
- Doctors (2008)
- Doctor Who (2010)
- Merlin (2010–2012)
- Good Cop (2016)
- Black Sails (2014–2017)
- Barbarians Rising (2016)
- Game of Thrones (2017)
- The Umbrella Academy (2019–2024)